# Middelsgraaf

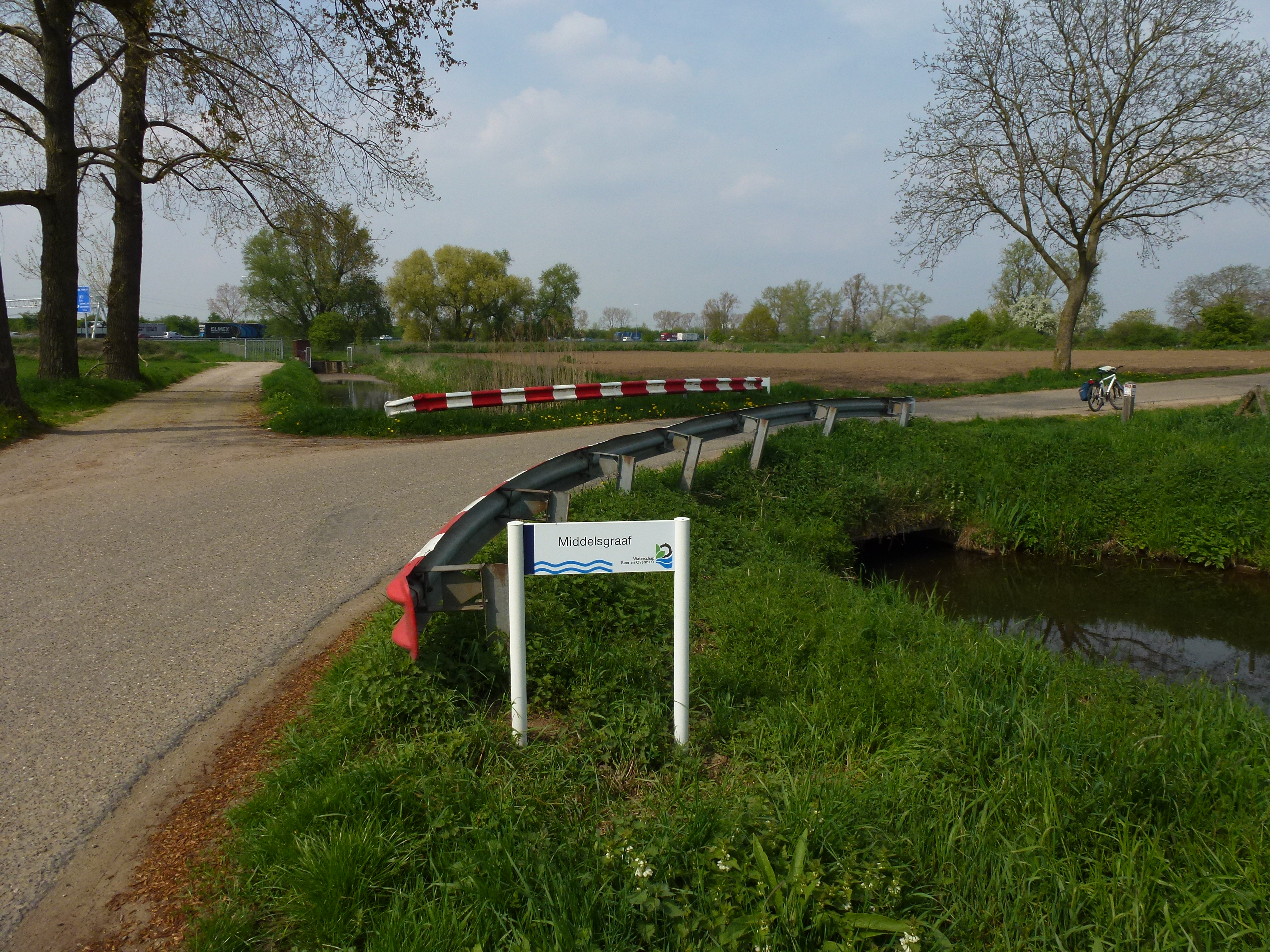
De Middelsgraaf in Ophoven

De Middelsgraaf (ook: Nelisgraaf of Milisgraaf) is een gegraven beek in Limburg.
De beek werd gegraven in de 13e en 14e eeuw, en loopt van Schalbruch ten noordoosten van Susteren en langs de natuurgebieden Taterbos en De Doort naar de Geleenbeek ten zuidwesten van Echt. De beek werd gegraven in het kader van de ontginningen van veengebieden aan de voet van het hoogterras, zoals het Hochbruch bij Schalbruch. Van oorsprong was het een meanderende gegraven beek die bij Aasterberg in de Maas uitmondde. In de jaren '50 van de 20e eeuw werd deze beek rechtgetrokken.